# Area 51 (Eindhoven)
Area 51 is een skatepark gevestigd in gebouw SEU op het terrein van Strijp-S in Eindhoven. Sinds het najaar van 2006 is deze hal, die de grootste skatehal in de Benelux is, in gebruik. Area 51 behoort daarnaast ook tot Europa's grootste skateparken.
Het park is volledig van hout en is toegankelijk voor BMX-fietsen, skateboards, inline skates en stuntsteps/scooters.